# Allukrainischer Rat der Kirchen und religiösen Organisationen

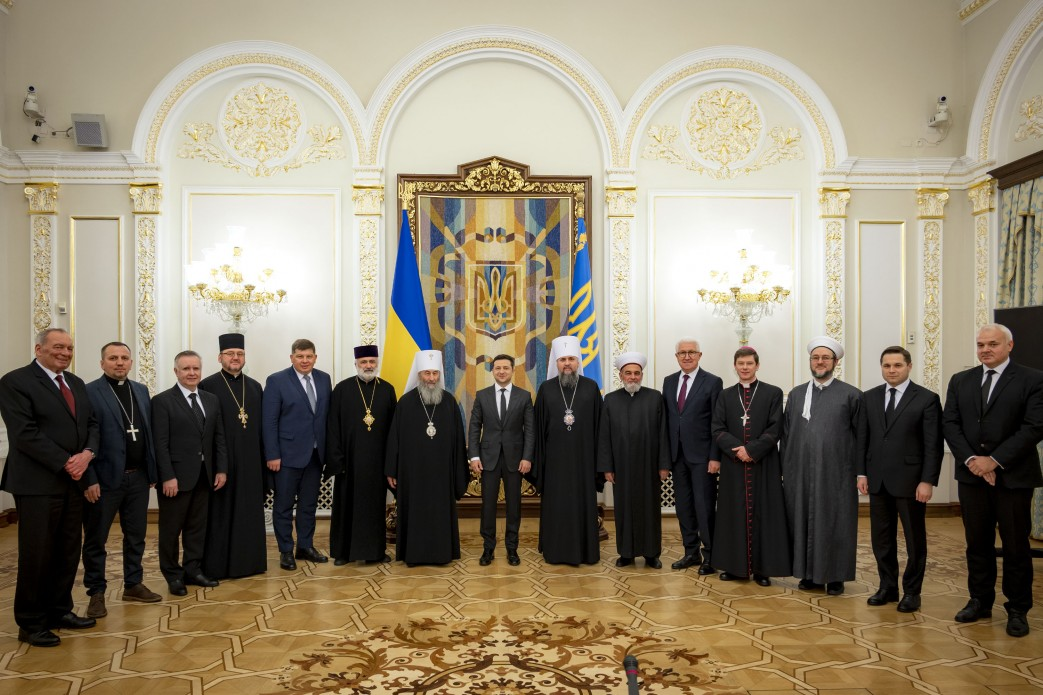
Empfang des Allukrainischen Rats der Kirchen und religiösen Organisationen bei Präsident Wolodymyr Selenskyj (2021)

Der Allukrainische Rat der Kirchen und religiösen Organisationen (englisch Ukrainian Council of Churches and Religious Organizations (UCCRO); ukrainisch Всеукраїнська Рада Церков і релігійних організацій (ВРЦіРО)) ist eine 1996 gegründete ukrainische NGO, in der orthodoxe, römisch-katholische, griechisch-katholische, protestantische und evangelikale Kirchen sowie jüdische und muslimische Dachorganisationen vertreten sind. Sie widmet sich dem interreligiösen bzw. interkonfessionellen Dialog und den Beziehungen zwischen Staat und Kirche in der Ukraine.
Alle Mitgliedsorganisationen sind gleichberechtigt; der Vorsitz wechselt turnusmäßig alle sechs Monate. Dieses Amt hat zum 1. Januar 2023 der lutherische Bischof Wjatscheslaw Horpyntschuk angetreten. Der Allukrainische Rat der Kirchen und religiösen Organisationen repräsentiert nach eigenen Angaben über 90 Prozent der religiösen Organisationen in der Ukraine.

## Mitglieder
1. Orthodoxe Kirche der Ukraine; Metropolit: Epiphanius (Dumenko)
2. Ukrainisch-orthodoxe Kirche; Metropolit: Onuphrij (Beresowskyj)
3. Ukrainische griechisch-katholische Kirche; Großerzbischof: Swjatoslaw Schewtschuk
4. Römisch-katholische Kirche in der Ukraine; Bischof und Ordinarius: Witalij Krywyzkyj
5. Allukrainische Union der Evangeliumschristen-Baptisten; Vorsitzender: Walerij Antonjuk;
6. Ukrainische Pfingstkirche; Seniorbischof: Mychajlo Panotschko;
7. Kirche der Siebenten-Tags-Adventisten in der Ukraine; Präsident: Stanislaw Nosow;
8. Ukrainische Christlich-evangelikale Kirche; Seniorbischof: Leonid Padun;
9. Ukrainische Evangelikale Kirche; Seniorbischof: Oleksandr Saizew;
10. Ukrainische Lutherische Kirche; Bischof: Wjatscheslaw Horpyntschuk;
11. Reformierte Kirche in Transkarpatien; Bischof: Sándor Zán Fábián;
12. Deutsche evangelisch-lutherische Kirche der Ukraine; Bischof: Pawlo Schwarz;
13. Ukrainische Diözese der Armenisch-Apostolischen Kirche; Bischof: Marcos Hovhannisyan;
14. Union jüdischer Organisationen in der Ukraine; Oberrabbiner und Präsident: Yaakov Dov Bleich;
15. Geistliche Verwaltung der Muslime der Ukraine; Oberster Mufti: Ahmed Tamim;
16. Ukrainische Bibelgesellschaft; Präsident: Hryhorij Komendant.

## Beziehungen zum ukrainischen Staat
Der Allukrainische Rat der Kirchen und religiösen Organisationen wurde unter der Regierung von Präsident Leonid Kutschma mit staatlicher Unterstützung gegründet, nach Einschätzung von Johannes Oeldemann „vor allem wegen der Berichte über andauernde konfessionelle Auseinandersetzungen in der Ukraine in den westlichen Medien, die ein negatives Bild der Ukraine vermittelten.“ Daher, so Oeldemann, würden die etwa halbjährlichen Treffen von den Mitgliedsorganisationen eher als Pflichtveranstaltung denn als Gelegenheit zu ökumenischer Zusammenarbeit gewertet.
Repräsentanten des Allukrainischen Rats der Kirchen und religiösen Organisationen treffen regelmäßig mit dem ukrainischen Präsidenten, dem Premierminister, Führungspersönlichkeiten der Regierung und der Justiz sowie parlamentarischen Gruppen zusammen. Dabei werden Fragen der „moralischen Gesundheit“, Gerechtigkeit, Wohltätigkeit und soziale Probleme besprochen.
Seit 2017, mit Einschränkungen während der Corona-Pandemie, führt der Allukrainische Rat jährlich im Juni eine Demonstration zum Schutz der Kinder- und Familienrechte durch.

## Internationale Kontakte
Delegationen des Allukrainischen Rats der Kirchen und religiösen Organisationen treffen bei Auslandsreisen mit politischen und religiösen Repräsentanten zusammen. Beispielsweise besuchten sie 2013 zweimal Brüssel, um gegenüber der Europäischen Union ihr traditionelles Bild von Ehe und Familie darzulegen. Im Jahr 2014 trafen Delegationen des Allukrainischen Rats der Kirchen und religiösen Organisationen in Oslo mit Repräsentanten russischer Religionsgemeinschaften zusammen, um ihnen „die richtige Sicht auf die Ereignisse in der Ukraine zu vermitteln und einer Eskalation der russischen militärischen Aggression entgegenzutreten.“
Im Anschluss an den Euromaidan stieg die internationale Bedeutung des Allukrainischen Rats der Kirchen und religiösen Organisationen, so Jean-Pierre Filiu. Denn dieser habe in den folgenden Jahren weltweit für die politischen Positionen Kiews geworben, so 2015 beim Besuch einer Delegation in Berlin, 2016 in Den Haag und 2017 in Straßburg.

## Positionen
- Nach einem Treffen mit Interimspräsident Oleksandr Turtschynow und Interimsregierungschef Arsenij Jazenjuk sprach der Allukrainische Rat der Kirchen und religiösen Organisationen der neu gebildeten Regierung am 27. Februar 2014 sein Vertrauen aus.[6]
- Im Juli 2014 forderte der Rat angesichts der Gewalt in der Ostukraine „jeden, der widerrechtlich eine Waffe trägt, [auf], sie niederzulegen und das Blutvergießen zu beenden.“[7]
- Im November 2019 setzte sich der Allukrainische Rat der Kirchen und religiösen Organisationen gegenüber dem ukrainischen Parlament dafür ein, dass Kirchen und religiöse Organisationen im Sinne der Meinungsfreiheit gleichgeschlechtliche Beziehungen öffentlich als Sünde bezeichnen dürfen und dass sie in ihrem Arbeitsrecht moralische Forderungen auch gegenüber Zivilangestellten erheben dürfen.[8]
- Im März 2020 forderte der Allukrainische Rat zur Befolgung der Quarantänemaßnahmen in der Corona-Pandemie auf.[9]
- Im April 2021 rief der Allukrainische Rat angesichts der eskalierenden Gewalt in der Ostukraine alle Verantwortlichen dazu auf, den Beschuss einzustellen und die vorher getroffenen Vereinbarungen zur friedlichen Konfliktlösung zu befolgen.[10]
- Im Juni 2021 setzte sich der Allukrainische Rat für Gefangene ein, die in der Ukraine langjährige oder lebenslängliche Haftstrafen verbüßen. Dabei wurde auf schwere rechtsstaatliche Mängel, wie Geständnisse unter Folter und fingiertes Beweismaterial, hingewiesen.[11]
- Im September 2021 sprach sich der Allukrainische Rat dafür aus, die St.-Nikolaus-Kathedrale (Kiew), die seit Sowjetzeiten als Konzertsaal genutzt wurde, der römisch-katholischen Kirche zu übergeben.[12]
- Ebenfalls im September 2021 sah der Allukrainische Rat die traditionellen Werte der ukrainischen Familie durch eine „totalitäre Gender-Ideologie“ gefährdet und rief zum Gebet „für die Bewahrung der Familie und der Ukraine“ auf.[13]
- Im Dezember 2021 warnte der Allukrainische Rat die ukrainische Regierung davor, das Übereinkommen des Europarats zur Verhütung und Bekämpfung von Gewalt gegen Frauen und häuslicher Gewalt zu ratifizieren. Damit werde das inakzeptable Gender-Konzept eingeführt.[14][15]
- Angesichts der steigenden Kriegsgefahr durch die russische Truppenkonzentration an der ukrainischen Grenze rief der Allukrainische Rat im Januar 2022 zum intensiven Gebet auf.[16] Am 15. Februar rief er Russland und die Ukraine zum Austausch aller Kriegsgefangenen als deeskalierender Maßnahme auf.[17] Am 23. Februar wandte sich der Rat direkt an den russischen Präsidenten und erinnerte an das Gebot „Du sollst nicht töten“; ein Angriffskrieg sei ein schweres Verbrechen.[18] Bei Kriegsbeginn, am 24. Februar, sprach er den Verteidigern der Ukraine sein Vertrauen aus: „Die Wahrheit und die internationale Gemeinschaft sind auf Seiten der Ukraine.“[19]
- Am 1. März 2022 reagierte Allukrainische Rat auf die Information, ein russischer Luftangriff auf die Sophienkathedrale sei möglich. Er rief die russische Regierung dringend auf, davon abzusehen.[20]
- Am 3. März 2022 forderte der Rat die internationale Gemeinschaft dazu auf, für sichere Fluchtkorridore der Zivilbevölkerung aus den Kampfgebieten und den russisch besetzten Gebieten zu sorgen.[21] Am Folgetag rief er die NATO, die Vereinten Nationen, die Europäische Union und die Parlamentarische Versammlung des Europarats dazu auf, eine Flugverbotszone über der Ukraine zu gewährleisten und die ukrainischen Streitkräfte mit modernen Flugabwehrsystemen auszustatten.[22] Am 8. März verurteilte er die gegen die Zivilbevölkerung gerichtete russische Kriegsführung. Dabei werden nicht nur zivile Infrastruktur, sondern auch Kirchengebäude zerstört.[23] Am 9. März folgte ein Appell an religiöse Organisationen in Belarus, sich gegen einen Kriegseintritt ihres Staates zu wenden.[24] Am 15. März forderte der Rat russische religiöse Organisationen dazu auf, sich für einen Gefangenenaustausch einzusetzen.[25]
- Am 6. April 2022 erklärte der Rat gegenüber der Weltöffentlichkeit, begründet mit der Ideologie des Russki Mir werde ein Genozid an der ukrainischen Bevölkerung verübt; Russland sei ein Terrorstaat.[26]
- Im Jahr 2022 lagen das westliche und orthodoxe Osterfest, das Pessachfest und der Ramadan zeitlich nahe beieinander. Der Allukrainische Rat rief deshalb am 15. April dazu auf, Offensiven einzustellen und den Beschuss zu reduzieren, um Sicherheit an diesen hohen Feiertagen zu ermöglichen.[27]
- Am 16. April wies der Allukrainische Rat auf die Notwendigkeit hin, Fluchtkorridore aus Mariupol zu schaffen, auf denen Zivilisten und verletzte Verteidiger die Stadt verlassen könnten.[28] Mit diesem Anliegen wandte er sich am 22. April an religiöse Führungspersönlichkeiten in Russland.[29] Am 7. Mai rief er die Weltgemeinschaft auf, sich für die Evakuierung der auf dem Asow-Stahl-Gelände eingeschlossenen Verteidiger einzusetzen. Sie sollten gegen russische Kriegsgefangene ausgetauscht werden.[30]
- Am 23. September verurteilte der Allukrainische Rat die in den von Russland besetzten Gebieten durchgeführten Referenden als „Verhöhnung der Demokratie und Diskreditierung legitimer staatlicher Institutionen.“[31]
- In einer Erklärung vom 10. Oktober wird Russland wegen der Angriffe auf die zivile Infrastruktur als Terrorstaat verurteilt.[32] Mit einer ähnlichen Erklärung wandte sich der Allukrainische Rat am 20. Oktober 2022 an den Ökumenischen Rat der Kirchen.[33]
- Anlässlich des seit einem Jahr andauernden Krieges rief der Allukrainische Rat dazu auf, den 24. Februar 2023 als nationalen Fasten- und Gebetstag für den Sieg der Ukraine zu begehen.[34]